# Signifikans
Signifikans är inom statistiken ett begrepp för att ange att ett  värde i en undersökning avviker från ett hypotetiskt värde eller att det sannolikt inte beror på den statistiska osäkerheten (slumpen). Signifikant ska inte sammanblandas med signifikativ.
Signifikans är centralt inom hypotesprövning av stickprovsdata. Signifikans är där ett kvantitativt mått på hur väl ett värde uträknat från ett stickprov, en testvariabel, överensstämmer med det värde som är det troligaste värdet om en hypotes, som kallas nollhypotesen, inte kan förkastas. Ett signifikant värde från ett statistiskt test innebär att man förkastar den hypotes som testas och uppnås när det observerade värdet på testvariabeln tillräckligt mycket skiljer sig från det förväntade värdet om hypotesen var sann.
Signifikansnivån är sannolikheten för utfall i det kritiska området trots att nollhypotesen är sann. Den kan också kallas felrisk. Man betecknar ofta signifikansnivån med den grekiska bokstaven α.
Signifikansnivån väljs utifrån syftet med hypotesprövningen. Ett lågt värde på signifikansnivån väljs om man bara vill förkasta nollhypotesen när man har riktigt starkt stöd i sina data för att göra det, det vill säga om konsekvenserna av att felaktigt förkasta nollhypotesen är allvarligare än konsekvenserna av att felaktigt behålla den. Vanliga värden på α är 5 %, 1 % och 0,1 %.